# René Kohn
René Kohn (ur. 16 czerwca 1933 w Diekirch, zm. 18 lipca 1989 w Aalst) – luksemburski pływak, uczestnik Letnich Igrzysk 1952 i 1956.
Startował w konkurencji 200 metrów stylem klasycznym podczas igrzysk olimpijskich w 1952 roku. Z czasem 2:59,3 zajął 6. miejsce w swoim wyścigu eliminacyjnym. Cztery lata później na igrzyskach w Melbourne startując w tej samej konkurencji uzyskał lepszy wynik – 2:50,9, lecz także odpadł w eliminacjach.